# Нельсон (Невада)
Нельсон (англ. Nelson) — переписна місцевість (CDP) в США, в округах Кларк і штату Невада. Населення — 22 особи (2020).

## Географія
Нельсон розташований за координатами 35°43′5″ пн. ш. 114°49′53″ зх. д. / 35.71806° пн. ш. 114.83139° зх. д. (35.717933, -114.831350).  За даними Бюро перепису населення США в 2010 році переписна місцевість мала площу 12,43 км², уся площа — суходіл.

## Демографія
Згідно з переписом 2010 року, у переписній місцевості мешкало 37 осіб у 21 домогосподарстві у складі 13 родин. Густота населення становила 3 особи/км².  Було 43 помешкання (3/км²).
Расовий склад населення:
| - 94,6 % — білих - 5,4 % — азіатів |

До двох чи більше рас належало 0,0 %. Частка іспаномовних становила 0,0 % від усіх жителів.
За віковим діапазоном населення розподілялося таким чином: 2,7 % — особи молодші 18 років, 48,7 % — особи у віці 18—64 років, 48,6 % — особи у віці 65 років та старші. Медіана віку мешканця становила 64,5 року. На 100 осіб жіночої статі у переписній місцевості припадало 131,2 чоловіків;  на 100 жінок у віці від 18 років та старших — 125,0 чоловіків також старших 18 років.
Цивільне працевлаштоване населення становило 9 осіб. Основні галузі зайнятості: роздрібна торгівля — 100,0 %.